# Peur blanche
Pour les articles homonymes, voir Whiteout.
Peur blanche (Whiteout dans la version originale en anglais) est un roman britannique de Ken Follett, publié le 15 octobre 2004.

## L'intrigue du roman
L'histoire se passe de nos jours en Angleterre. Antonia Gallo, l'héroïne, est directrice de la sécurité d'un laboratoire dans lequel se trouve un virus extrêmement dangereux. Mais des terroristes vont vouloir en prendre possession pour provoquer la plus terrible épidémie que le monde ait connu car les chances de survie après avoir reçu ce virus sont nulles. Antonia va alors tout faire pour empêcher cela.

## Éditions françaises
Éditions imprimées
- Ken Follett (auteur) et Jean Rosenthal (traducteur), Peur blanche [« Whiteout »], Paris, Robert Laffont, coll. « Best-sellers », 20 janvier 2005, 377 p. (ISBN 978-2-221-09617-8, BNF 39910394)
- Ken Follett (auteur) et Jean Rosenthal (traducteur), Peur blanche [« Whiteout »], Paris, Librairie générale française, coll. « Le Livre de poche » (no 37132), 1er mars 2006, 444 p. (ISBN 978-2-253-11304-1, BNF 40116382)

Livre audio
- Ken Follett (auteur), Jean Rosenthal (traducteur), Elizabeth Morat (narratrice) et Thierry Duhamel (musique), Peur blanche [« Whiteout »], La Roque-sur-Pernes, Éditions VDB, 1er décembre 2005 (ISBN 978-2-84694-368-0, BNF 40227000)Support : 11 disques compacts audio ; durée : 13 h 5 min environ ; référence éditeur : Livres audio V.D.B. VDB097.